# Hiroki Narimiya
Hiroki Narimiya (Japans: 成宮 寛貴, Narimiya Hiroki) (Minato (Tokio), 14 september 1982) is een Japans acteur.
Hiroki is 1,72 meter lang en weegt 53 kilo. Hij werd door zijn moeder opgevoed in Tokio. Toen zij stierf, verhuisde hij met zijn broer naar zijn grootmoeder. Hij had echter eerder een belofte aan zijn moeder gemaakt dat hij een acteur zou worden. Later stopte hij met school om dit waar te maken.

Hij speelde in zijn eerste stuk in 2000 en speelt in films sinds 2001. Hij ontwerpt ook kleren sinds 2003.

## Filmografie
Drama's
- Toshi Densetsu Sepia Fukuro Otoko (2009)
- The Quiz Show 2 (2009, ep3)
- Daremo Mamorenai (2009)
- Shiawase no Soup wa Ikaga? (2008)
- Bloody Monday (2008)
- Innocent Love (2008)
- Nadeshiko Tai (2008)
- Hachimitsu to Clover (2008)
- Swan no Baka (2007)
- Hadashi no Gen (2007)
- Sushi Oji! (2007, ep5)
- Teresa Teng Monogatari (2007)
- Karei naru Ichizoku (2007)
- Akuma ga Kitarite Fue wo Fuku (2007)
- Switch wo Osutoki (2006)
- Komyo ga Tsuji (2006)
- Saiyuuki (2006, ep6)
- Onna no Ichidaiki (2005)
- Ai no Uta (2005)
- Ima, Ai ni Yukimasu (2005)
- M no Higeki(2005)
- Orange Days(2004)
- Stand UP!! (2003)
- Kou Kou Kyoushi 2003
- Gokusen (2003)
- Kisarazu Cat's Eye (2003)
- Sarariman Kintaro 3
- Toshiie to Matsu (2002)

Films
- Gokusen: the movie (2009)
- Drop (2009)
- Half Way (2009)
- Lala Pipo (2009)
- Shanghai Waltz (2009)
- Unfair: The Movie (2007)
- Nana 2 (2006)
- Akihabara@Deep (2006)
- Sakuran (2006)
- Tsubakiyama: Kacho no Nanoka-kan (2006)
- Bandage (2006)
- Arashi no Yoru ni  (2005)
- Tantei Jimusho 5  (2005)
- Rampo Jigoku (2005)
- Nana (2005)
- Kagen no Tsuki (2004)
- Shinkokyu no Hitsuyo (2004)
- Azumi (2003)
- Ainokarada (2003)
- Lovers' Kiss (2003)
- Ikisudama (2001)
- Oboreru Sakana (2001)

- Bibliothèque nationale de France: cb15043822x (data)
- International Standard Name Identifier: 0000 0000 0463 9179
- Library of Congress Control Number: no2015025520
- Bibliotheek van het Japanse parlement: 00944167
- Nationale Bibliotheek van Israël: 987007447497505171
- Système universitaire de documentation: 113158912
- Virtual International Authority File: 12588921
- WorldCat: E39PBJvXhbRxQYxbrhCjp4Y773